# Lelíček ve službách Sherlocka Holmesa
Lelíček ve službách Sherlocka Holmesa je česká filmová komedie z roku 1932. Hlavní roli vytvořil Vlasta Burian a režisérem byl Karel Lamač.

## Děj
Portorický předseda vlády (Theodor Pištěk) pověří detektiva Sherlocka Holmese (Martin Frič), aby našel dvojníka portorickému králi Fernandu XXIII. (Vlasta Burian). Slabý a ustrašený král se bojí anarchistů a nechce se ukazovat na veřejnosti. Nespokojená je i královna (Lída Baarová), pár je totiž stále bez následníka. Sherlock Holmes najde v českých novinách obrázek Františka Lelíčka (opět Vlasta Burian) z Prahy a hned se za ním vydá. Lelíček je vykutálený Čech, který myslí jen na peníze a na jídlo. Doma má dluhy a věřitelé (Jan W. Speerger a další) ho stále pronásledují a když mu Sherlock nabídne peníze, tak se s ním vydá do Portorika. Ve vlaku se naučí „Španělsky snadno a rychle“. V Portoriku se dozví svůj úkol: dělat dvojníka. Nejdřív se mu to nelíbí, ale pak se nechá přemluvit, setká se s předsedou vlády, s dvorním maršálkem (Čeněk Šlégl) etiketou a i se samotným králem. Když král odjede do exilu, Lelíček začne vládnout. Ukáže se lidu, a přestojí s Holmesovou pomocí atentát, nechá se fotit na známky, vynadá ministrům, vyřídí resty a ujme se vlády pevnými otěžemi, nechá i vyhlásit novou hymnu a setká se s královnou, je to ale její dvojnice (také Lída Baarová). Když ho pravá královna uvidí, jak vyvádí při býčích zápasech tak si s ním sjedná schůzku a pak už je spokojená... Atentátníci však přichystají další atentát a Sherlock Lelíčka a dvojnici na poslední chvíli zachrání. Dvojnice uteče, ale královna je s Lelíčkem spokojená. Atentátníci jsou zavřeni, přijde ale zpráva, že pravý král zemřel. Místo toho, aby si Lelíček šel za něj lehnout na hřbitov prohlásí se za krále a Sherlocka pověří hledáním nového dvojníka. Příběh končí, když si Lelíček s „kšiltovkou“ dá s pravou královnou při slavnosti dlouhý polibek.